# Tolkning med datorstöd
Det finns en rad datorprogram för tolkning av morsetelegrafi. Gemensamt för dem alla är att de fungerar mycket dåligt av följande anledningar:
- Många använder fortfarande manuella morsenycklar när de sänder, populärt kallade handpumpar. Det är den som sänder som med handen formar de olika tecknen och bestämmer varaktigheten av dem.
- Alla har en individuell "handstil" bland telegrafister. Två personer låter inte likadant då de använder manuella morsenycklar. Detta gör att datorprogrammen får mycket svårt om inte omöjligt att låsa på den sändande stationen som hela tiden varierar i teckenhastighet, varaktighet av de olika teckendelearna samt teckenmellanrum.

Hur skicklig telegrafisten än är blir det små variationer som ställer till det för datorn. Åtminstone fram till slutet på 1900-talet är inte ett enda program känt som annat än undantagsvis kan tolka längre sekvenser av handsänd morsetelegrafi.

## Elektroniska nycklingsenheter
Det vanligaste sättet att idag sända morsetelegrafi är med elektroniska så kallade buggar (nycklingsenheter). Dessa ansluts till en så kallad manipulator med två parallella, vertikalt ställda tangenter ("paddlar") som manövreras med fingrarna, den ena med tummen, den andra med pekfingret. Tum-paddeln ger korta teckendelar, den andra långa teckendelar (med pekfingret). Vänsterhänta har samma uppsättning; man vänder helt enkelt tangenternas kontakter elektriskt.
Om båda paddlarna trycks in samtidigt sänds omväxlande korta och långa teckendelar med början på den teckendel som trycktes in först. Detta utnyttjas för att forma de flesta morsetecknen, och möjliggör väsentligt ökad sändningshastighet, då mindre antal rörelser per tecken åtgår. Dessutom har varje teckendel och varje teckenmellanrum en konstant tidslängd som bestäms av inställd hastighet på buggen. Emellertid måste för de flesta el-buggarna telegrafisten själv bilda mellanrumen mellan de olika orden i ett meddelande. Det finns visserligen konstruktioner, som håller reda på ordmellanrummen också, men det uppges av dem som prövat sådana apparater, att de är mycket svåra att behärska. Snarare är apparater, som skapar ordmellanrum ett medel att lära telegrafisten den rätta rytmen. Har man väl lärt sig detta, behövs automatiken inte längre!

## Automatisk sändning
De nu diskuterade svårigheterna vid maskinstödd sändning gäller bara vid användning av manipulatorer till el-buggar. Det är datormässigt inte särskilt svårt att skriva ett styrprogram, där varje nertryckning av en tangent på tangentbordet alstrar en signal, som nycklar sändaren till ett korrekt tecken. Ojämn takt i skrivningen på tangentbordet samt det faktum att antalet teckendelar och den individuella blandningen av korta och långa teckendelar är olika för varje individuellt tecken ("korta" tecken och "långa" tecken) pareras med den buffert, som finns i varje dator. Denna buffert kan för övrigt vid behov lätt utökas genom ett enkelt hjälpprogram. Den lilla komplikationen av att tangenter saknas på ett normalt tangentbord för procedurtecken, exempelvis väntatecknet (se artikel Morsealfabetet) löses enkelt genom att låta detta utföras av datorns F-tangenter och det numeriska tangentbordet.
För morsetelegrafi som sänds med automatisk nyckel fungerar mottagningsprogrammen programmen bättre. Då blir istället brus och störningar på frekvensen det som gör att datorn ibland feltolkar mottagen signal. Detta inträffar vanligen i de pauser som blir då sändningsriktningen växlar mellan två stationer.
Inkorrekta ordmellanrum försvårar för datorn. Teoretiskt är somligt icke ens möjligt att tolka rätt. Exempel:
- En ensam kort ton kan betyda såväl tecknet E i långsam takt, som tecknet T i hög takt
- Ett S (tre korta teckendelar) i långsam takt låter exakt likadant som tre stycken konsekutiva T i hög takt

Sändningar där man låter en dator helt och hållet forma sekvenser morsetecknen (en hel mening) förekommer i princip endast vid tävlingar bland radioamatörer, samt som identifiering hos radiofyrar och relästationer. I detta fall blir den utsända texten korrekt vad gäller alla tidsförhållanden. Svårigheten för datorn ligger då i princip endast i att den behöver en viss tid på sig för att bestämma teckenhastigheten och låsa in på denna. Det finns diverse algoritmer för hur detta skall gå till, men ingen åtminstone fram till sekelskiftet 1900/2000 fungerar särskilt bra.
Vid stora tävlingar ligger ofta en och samma station på en bestämd frekvens och sänder minimala meddelanden till de motstationer som kontaktas i rask följd. Vid dessa tillfällen kan datormottagen morsetelegrafi fungera hyfsat, men oftast kokar frekvenserna av stationer som ligger nära varandra, och störningar från intilliggande stationer blir istället ett problem.

## Tolkning av signalen
Det mänskliga örat i kombination med hjärnan är i varje avseende helt överlägset datorn i att fokusera på en morsesignal bland många och ignorera det ovidkommande. En faktor som hjälper den mänskliga hjärnan är tonhöjdskillnaderna mellan önskad och interfererande signal och förmågan att snabbt adaptera sig, om den önskade signalen glider i tonhöjd. Maskiner kan visserligen utrustas med högselektiva filter, men att göra dessa med god frekvensföljning i en störd miljö är svårt. Är filtret mycket skarpt, får det den tekniska konsekvensen av begränsad möjlig sändningshastighet på grund av insvängningsfenomen i filtret (så kallad ringning) och för lång stigtid det vill säga förvanskad pulsform.
Forskning om mottagning av morsesignaler har gjorts bland annat vid Lunds universitet.
Det enda sättet att säkert och effektivt avkoda en morsesignal är att lära sig det "hemliga" språket. Många hävdar att det är svårt och tidsödande, men finns bara viljan och tålamod kan vem som helst lära sig åtminstone upp till hastigheten cirka 50 tecken/minut. För högre hastigheter krävs viss fallenhet. Den som är musikaliskt begåvad har givetvis en fördel, men att det skulle vara ett krav för att kunna lära sig morsetelegrafi är en seglivad myt. En person som är ohjälplig falsksångare kan vara en utmärkt telegrafist! Det är inte tonhöjden på signalerna och mer eller mindre av så kallad absolut gehör, som är avgörande. I stället är det förmågan att känna igen olika rytmer, oavsett tonhöjd.